# Дитер III фон Катценелнбоген
Дитер III фон Катценелнбоген (на немски: Diether III von Katzenelnbogen; † 1214/1219) е граф на Катценелнбоген-Хоенщайн-Лихтенберг.

## Произход
Той е вторият син на граф Бертхолд I фон Катценелнбоген (1126 – сл. 1179), граф в Крайхгау, и съпругата му Аделхайд фон Лауфен-Лобденгау (* 1135), дъщеря на граф Конрад фон Лауфен († 1127) и Гизелхилд фон Арнщайн. Внук е на граф Хайнрих II фон Катценелнбоген и графиня Хилдегард фон Хенеберг и е племенник на Херман II фон Катценелнбоген, епископ на Мюнстер († 1203). По-големият му брат е Бертхолд II фон Катценелнбоген († сл. 1211).

## Фамилия
Дитер III се жени за Берта фон Лихтенберг (* 1165) или за Агнес фон Нойенбаумберг. Той има две деца:
- Дитер IV фон Катценелнбоген († 1245), граф на Катценелнбоген
- Хайнрих IV фон Катценелнбоген († сл. 16 август 1245), граф на Хоенщайн, женен пр. 1232 г. за Дитхрад